# Великі Лучки

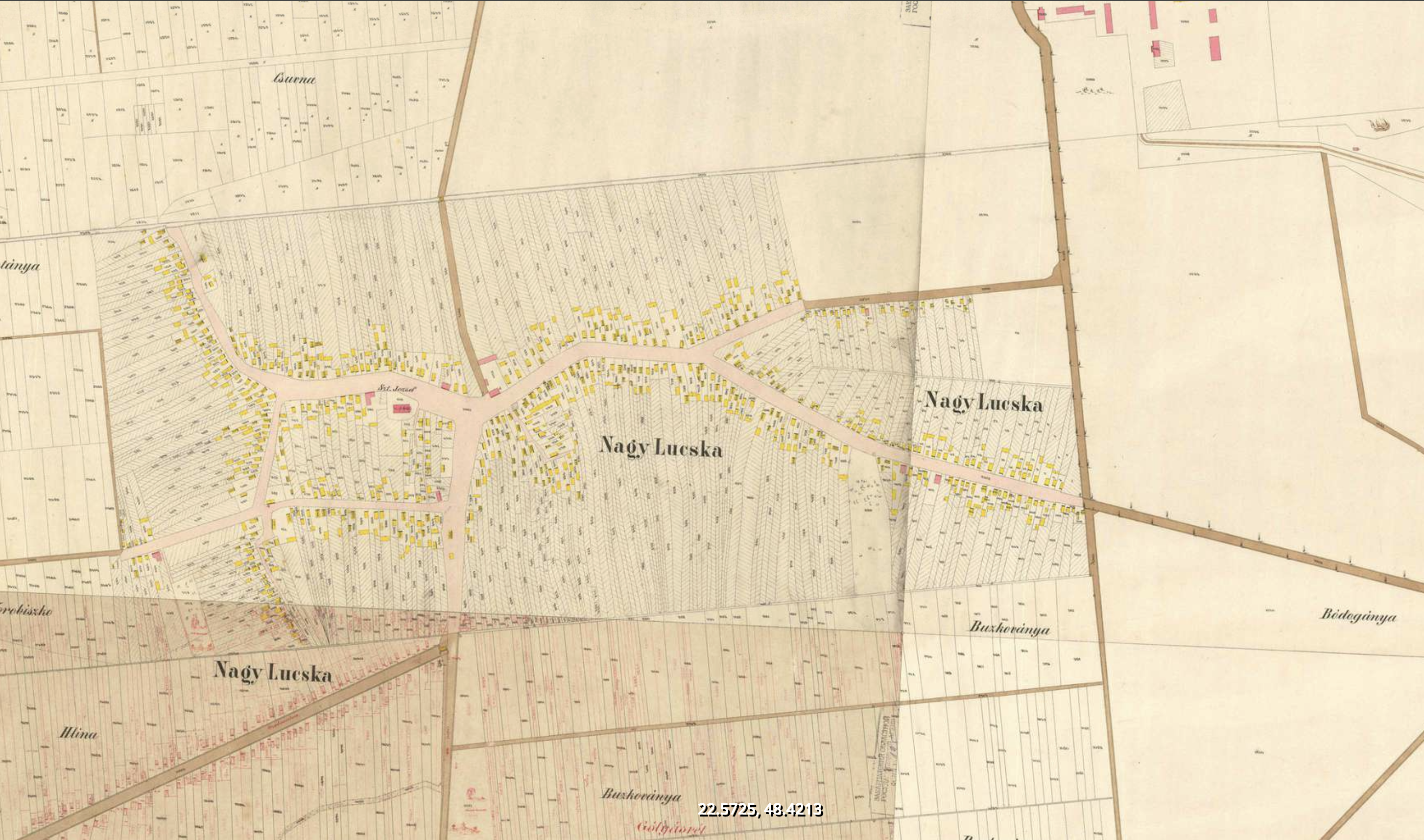

Великі Лучки́ — село в Україні, у Мукачівському районі Закарпатської області, центр Великолучківської ОТГ.

## Історія
Назва Великі Лучки походить від угорського слова «лучко» — болото. В результаті археологічних розкопок, проведених у 1871 році в урочищі Поле, було знайдено великий бронзовий скарб пізньої бронзи з 41 предмета. Ці знахідки стосуються кінця II тисячоліття до н. е. і свідчать, що з того часу на території сучасного села жили люди.
Існує з 1400 року, раніше входила в Мукачівську домінію королівства Угорщини..
у XVI столітті в селі жили і так звані лібертини, які тоді ще не були закріпаченими. До цієї групи належали нащадки Кузьми, Григорія і Олекси Балогів, які в 1467 році одержали від угорського короля Яна Корвіна «донацію» — право на володіння половиною скультетського ґрунту великолучківського маєтку. Це право було підтверджене донаційними грамотами 1493 і 1505 років. Ніяких інших повинностей, крім доставки пошти з Мукачевого до Кошиці, вони не виконували. Володіння, надані Балогам, зберігалися за їх нащадками до середини XVIII століття.
У 1703—1711 роках жителі села брали участь у антиавстрійському повстанні, але їх рух був придушений і з 1728 року територія навколо Великих Лучок належала австрійському феодалу графу Карлу Шенборну. У 1847 р. за цісарським декретом імператора Фердинанда І отримало статус торгового містечка (Marktgemeinde); відтоді вважалося містечком Мукачівського повіту Березького комітату Королівства Угорщини.
У 1918 повстання з метою об'єднання з Радянською Україною, проте в квітні 1919 року спочатку угорські, а потім чехословацькі війська окупували село. До того моменту все Закарпаття було приєднано до Чехословаччини, а жителі стали поступово вступати в КПЧ.
У 1938 році Чехословаччина була розділена між Німеччиною і Угорщиною, останній дісталося також село Великі Лучки. Під страхом смерті влада забирала чоловіків в армію, протестувальників розстрілювали на місці. Велика частина населення бігла в Радянський Союз. Під час війни в селі розміщувалися угорські війська і німецькі загони. 27 вересня 1944 року радянські війська визволили село від окупантів, а після війни село увійшло до складу УРСР.
Памятники:
- памятник Т.Шевченко
У центрі виблискує, погруддя сумлінної трудівниці, яке встановили за її життя 1961 року — Ганни Ладані.
Наприкінці села височіє біла скульптура колгоспниці, жінці-трудівниці. У правій руці тримає кошик із овочами, фруктами, гронами винограду, у лівій — качан капусти.

## Присілки
Нові Лучки
Нові Лучки - колишнє село в Україні, в Закарпатській області.
Обєднане з селом Великі Лучки  рішенням облвиконкому Закарпатської області №264 від 13.05.1960
Засноване у XIX столітті.
- Церква Св. Трійці. 1938

## Населення
Згідно з переписом УРСР 1989 року чисельність наявного населення села становила 8778 осіб, з яких 4191 чоловік та 4587 жінок.
За переписом населення України 2001 року в селі мешкало 9029 осіб.

### Мова
Розподіл населення за рідною мовою за даними перепису 2001 року:
| Мова       | Відсоток |
| ---------- | -------- |
| українська | 95,99 %  |
| угорська   | 3,48 %   |
| російська  | 0,35 %   |
| білоруська | 0,06 %   |
| молдовська | 0,03 %   |
| словацька  | 0,01 %   |
| циганська  | 0,01 %   |

## Герб
З 1840-х рр. Великі Лучки користувалися печаткою з власним гербом: на срібному тлі три зелені стеблини кукурудзи, що вказує на поширення цієї культури серед господарств місцевих селян..

## Соціальна сфера
У селі є ДНЗ № 1, ДНЗ № 2, Великолучківська гімназія та Великолучківська ЗОШ І-ІІІ ст.
Також є бібліотеки, будинок культури, клуб, багато магазинів (як на село) ну і багато інших культурно-масових споруд. Крім того, діє Великолучківська дитяча школа мистецтв.
Також у селі на плантації площею 100 га вирощують лохину сортів «Блюкро» та «Ліберті», що вважається стійким до будь-яких захворювань і має дуже високу лежкість. Продукція має сертифікати міжнародного стандарту GlobalGAP та «Халяль».

## Релігійні споруди
У селі діють дві православні церкви, Церква Християн віри Євангелької, два молитвенні будинки баптистів, а також Зал Царства Свідків Єгови.
У селі була дерев'яна православна церква святого Михайла з 17 століття, вивезена до Праги й знову збудована у 1929 році як частина експозиції Етнографічного музею, який є складовою частиною Національного музею у Празі. Користувалася нею румунська православна громада, згоріла у 2020 році. Мерія Праги планує її рекоструювати.
Церква Вознесіння Господнього. 1954.
У листопаді 1920 р. православна громада заволоділа греко-католицькою церквою, але рішенням суду в Мукачеві від 25 липня 1921 р. була зобов'язана повернути церкву. Справа затяглася, і церкву було повернуто аж 26 листопада 1926 р.
У 1933 р. збудували дерев'яну православну церкву і біля неї дзвіницю, а від селянина Балога купили хату для православного священика. Муровану церкву почали будувати біля дерев'яної, яку розібрали аж у 1940 р. Землю під будівництво виділили Юрій Керекеш та Марія Товтин. У 1936 р. йшли підготовчі роботи, а восени заклали храм. Взимку та навесні звозили матеріали. Коли фундамент був готовий, владика Дамаскин освятив 12 вересня 1937 р. основний камінь, а перший священик цього храму о. Петро Угрин, що вів будівництво до 1940 р., прочитав акт осну-вання храму, який було вкладено у фундамент. Проект і креслення розробив протоієрей В. Коломацький.
На початку 1937 р. за організацію будівництва православного храму єпископською відзнакою було нагороджено о. Василя Сокола, який того ж року перейшов служити в Нересницю. На 1940 р. було зведено стіни і вежу храму, але ще бракувало перекриття та бань. Коло південного фасаду ще стояла дерев'яна церква.
З приходом радянської влади куратор Василь Федак сховав удома увесь церковний інвентар. На 1954 р. церкву було добудовано, але ще не поштукатурено. Малювання у храмі виконав Іван Андрішко в 1980 р.
Церква Св. Трійці. 1938.
Першим храмом для православної громади служив невеликий будинок.
З 1936 до 1938 р. за священика о. Івана Мучички та старшого куратора Д. Волошина збудували дерев’яну церкву, що до 1940 р. була присвячена св. Георгію Переможцю.
Спорудження здійснювали головний майстер Сіладі з Мукачева та місцеві майстри В. Гліба, Ю. Король, І. Ціфра та Халус (як головного майстра згадують також Костичака). Кошти на будівництво зібрали вірники села, а землю виділила держава.
Споруду 20 м завдовжки, 12 м завширшки та 5 м заввишки вкрили етернітом, на південному фасаді влаштували ґанок, а іконостас узяли з розібраної православної дерев’яної церкви у Великих Лучках.
Пізніше під час ремонту стіни поваку-вали, настелили нову підлогу, прибудували до західного фасаду закритий ґанок. До ремонту були причетні о. В. Будьок та куратор В. Новак.
Поряд спорудили одноярусну каркасну дерев’яну дзвіницю. Напис на дзвоні свідчить, що його куплено на пожертви мешканців Великих та Нових Лучок на честь відкриття православної парохії в Нових Лучках у 1936 р. за першого священика о. Івана Мучички, голови громади Василя ПІафара.
У 1992 р. біля дерев’яної церкви розпочалося спорудження нової цегляної. Проект виконали Ярослав Балог та Олександр Шевченко з Ужгорода. Головним майстром є Василь Юрійович Голод.

## Відомі люди

Погруддя Ганни Ладані

### Народилися
- Петро Попович (нар. 19 квітня 1899 — пом. 14 січня 1999) — український громадсько-політичний діяч, депутат Сойму Карпатської України (12 лютого 1939  — 18 березня 1939).
- Ладані Ганна Михайлівна (нар. 14 грудня 1914 року — пом. ????) — новатор сільськогосподарського виробництва, двічі Герой Соціалістичної Праці.
- Лучкай Михайло Михайлович (нар. 19 листопада 1789 року — пом. 3 грудня 1843) — підкарпатський мовознавець, фольклорист та історик, апологет русинства;
- Михайло Андрелла, добре знаний письменник під псевдонімом Росвигівський (Оросвигівський), який жив і працював у XVII столітті.
- Фенцик Степан (13 жовтня 1892, с. Великі Лучки, Березький комітат, Австро-Угорська імперія — 30 березня 1946, Ужгород) — підкарпатський культурний і політичний діяч москвофільського та проугорського напряму, священик, композитор та диригент. Колишній міністр Карпатської автономії у складі Чехословаччини та депутат угорського парламенту. Засновник профашистських, чорносотенних організацій Підкарпаття.
- Юрій Керекеш (нар. 26 червня 1921 — пом. 16 серпня 2007) — український прозаїк, драматург, громадський діяч Закарпаття.
- Рубіш Василь Васильович (нар. 8 вересня 1947) — український художник.
- Балог Василь Васильович (нар. 8 грудня 1980 — пом. 30 липня 2014) — Герой російсько-української війни.
- Янута Петро Петрович[8] - репресований
- Хома Володимир Васильович — український науковець, доктор технічних наук.
- Іваньо Ярослав Михайлович (нар. 1955) — кандидат географічних наук, доктор технічних наук;

У селі працював священиком Андрій Дешко.

## Туристичні місця
- великий бронзовий скарб пізньої бронзи з 41 предмета. Ці знахідки стосуються кінця II тисячоліття до н. е. 
- памятник Т.Шевченко
- погруддя сумлінної трудівниці, яке встановили за її життя 1961 року — Ганни Ладані.
- скульптура колгоспниці, жінці-трудівниці. У правій руці тримає кошик із овочами, фруктами, гронами винограду, у лівій — качан капусти.
- храм Вознесіння Господнього. 1954.
- храм Св. Трійці. 1938. 